# 昭公 (召)
昭公（しょうこう、生没年不詳）は、春秋時代の召の君主。姫姓召氏。
魯の文公5年（紀元前622年）3月辛亥、魯の小君成風の葬儀が行われ、周の襄王は昭公を派遣し、葬儀に参加させた。